# Liste der Bodendenkmäler in Unterhaching
Auf dieser Seite sind die Bodendenkmäler in der oberbayerischen Gemeinde Unterhaching zusammengestellt. Diese Tabelle ist eine Teilliste der Liste der Bodendenkmäler in Bayern. Grundlage ist die Bayerische Denkmalliste, die auf Basis des Bayerischen Denkmalschutzgesetzes vom 1. Oktober 1973 erstmals erstellt wurde und seither durch das Bayerische Landesamt für Denkmalpflege geführt wird. Die folgenden Angaben ersetzen nicht die rechtsverbindliche Auskunft der Denkmalschutzbehörde.

## Bodendenkmäler der Gemeinde

### Bodendenkmäler in der Gemarkung Unterhaching
| Lage                                    | Objekt | Akten-Nr.     | Bild           |
| --------------------------------------- | --- | ------------- | -------------- |
| Unterhaching (Standort)                 | Siedlung und Brandgräber der Urnenfelderzeit sowie Siedlung und Körpergräber der späten römischen Kaiserzeit. Siehe auch: Brandgrab, Urnenfelderzeit, Körpergrab, Römische Kaiserzeit                                          | D-1-7935-0067 |                |
| Unterhaching (Standort)                 | Brandgräberfeld der Urnenfelderzeit. | D-1-7935-0068 |                |
| Unterhaching (Standort)                 | Siedlung der Urnenfelderzeit und Körpergräber des Endneolithikums (Schnurkeramik). Siehe auch: neolithikum, Schnurkeramik | D-1-7935-0072 |                |
| Unterhaching (Standort)                 | Reihengräberfeld des frühen Mittelalters. Siehe auch: Reihengrab, Mittelalter | D-1-7935-0074 |                |
| Unterhaching (Standort)                 | Siedlung vor- und frühgeschichtlicher Zeitstellung. | D-1-7935-0078 |                |
| Unterhaching (Standort)                 | Siedlung vorgeschichtlicher Zeitstellung, unter anderem der frühen Bronzezeit, der Hallstattzeit und der späten Latènezeit. Siehe auch: Bronzezeit, Hallstattzeit, Latènezeit                                                  | D-1-7935-0083 |                |
| Unterhaching (Standort)                 | Siedlung vorgeschichtlicher Zeitstellung, unter anderem der Hallstattzeit, Siedlung der römischen Kaiserzeit, Siedlung mit Hofgrablegen des frühen Mittelalters sowie Siedlung des späten Mittelalters und der frühen Neuzeit. | D-1-7935-0146 |                |
| Unterhaching (Standort)                 | Siedlung vorgeschichtlicher Zeitstellung, unter anderem der Bronzezeit, der Urnenfelderzeit, der Hallstattzeit und der Latènezeit, Brandgräber der späten Bronzezeit sowie Siedlung des frühen Mittelalters.                   | D-1-7935-0255 |                |
| Unterhaching (Standort)                 | Brandgräber der Hallstattzeit mit Kreisgräben und Siedlung vor- und frühgeschichtlicher Zeitstellung. Siehe auch: Kreisgraben                                                                                                  | D-1-7935-0259 |                |
| Unterhaching (Standort)                 | Brandgräber der späten Bronzezeit und Urnenfelderzeit. | D-1-7935-0263 |                |
| Unterhaching Friedensplatz 1 (Standort) | Untertägige mittelalterliche und frühneuzeitliche Befunde im Bereich der Katholischen Pfarrkirche St. Korbinian in Unterhaching mit aufgelassenem Friedhof. Siehe auch: St. Korbinian (Unterhaching)                           | D-1-7935-0300 | weitere Bilder |
| Unterhaching (Standort)                 | Bestattungsplatz mit Kreisgräben und Grabenwerk vor- und frühgeschichtlicher Zeitstellung. | D-1-7935-0312 |                |
| Unterhaching (Standort)                 | Siedlung vorgeschichtlicher Zeitstellung, unter anderem der Bronzezeit und der Hallstattzeit sowie Körpergräber vor- und frühgeschichtlicher Zeitstellung.                                                                     | D-1-7935-0313 |                |
| Unterhaching (Standort)                 | Siedlung und Kreisgraben vor- und frühgeschichtlicher Zeitstellung. | D-1-7935-0314 |                |
| Unterhaching (Standort)                 | Siedlung vorgeschichtlicher Zeitstellung. | D-1-7935-0322 |                |
| Unterhaching (Standort)                 | Siedlung der Karolingerzeit, der ottonischen Zeit und des hohen Mittelalters. Siehe auch: Karolinger, Ottonische Zeit | D-1-7935-0325 |                |